# Завод метанолу та азотної хімії у Салалі
Завод метанолу та азотної хімії у Салалі — одне з провідних підприємств розташованої на півдні Оману індустріальної зони Салала.
Ще у 2002 році по трубопроводу Сайх-Равл – Салала на південь Оману подали природний газ, що мало стимулювати розвиток тут промисловості. При цьому в підсумку одним із головних споживачів став завод метанолу продуктивністю 3000 тонн на добу, який став до ладу 2010 року.
У 2022-му комплекс підсилили заводом аміаку річною потужністю 550 тисяч тонн. Необхідний для його роботи багатий на водень синтез-газ надходить із виробництва метанолу.
Наразі продукція комплексу призначена для експорту, що відбувається через порт Салала (зокрема, аміак подається на причал для роботи з рідкими вантажами по трубопроводу завдовжки 5 км). Втім, існують плани доповнити майданчик виробництвом сечовини, сировиною для якої є аміак.
Проєкт реалізовує Salalah Methanol Company, яка належить державному енергетичному гіганту Oman Qaboos.